# Liste der denkmalgeschützten Objekte in Unterrabnitz-Schwendgraben
Die Liste der denkmalgeschützten Objekte in Unterrabnitz-Schwendgraben enthält die 5 denkmalgeschützten, unbeweglichen Objekte der Gemeinde Unterrabnitz-Schwendgraben.

## Denkmäler
| Foto |                 | Denkmal                                                                               | Standort                                         | Beschreibung | Metadaten |
| ---- | --------------- | ------------------------------------------------------------------------------------- | ------------------------------------------------ | --- | --- |
| ja   | Datei hochladen | Kath. Filialkirche Mariae Himmelfahrt HERIS-ID: 71138 Objekt-ID: 84290                | Kirchengasse Standort KG: Schwendgraben          | | BDA-Hist.: Q38126726 Status: § 2a Stand der BDA-Liste: 2025-06-30 Name: Kath. Filialkirche Mariae Himmelfahrt GstNr.: 75                                           |
| ja   | Datei hochladen | Schloss, ehem. Kastell HERIS-ID: 33374 Objekt-ID: 30819                               | Am Kastell 2 Standort KG: Unterrabnitz           | Das nur mehr teilweise erhaltene Gebäude am südwestlichen Ortsrand wurde in der 2. Hälfte des 17. Jahrhunderts zum Kastell umgebaut und erhielt einen zweigeschoßigen Torbau. Bis ins 19. Jahrhundert hatte es mehrfach wechselnde Besitzer. Heute schließt im Norden ein modernes Wohnhaus an. | BDA-Hist.: Q37951867 Status: Bescheid Stand der BDA-Liste: 2025-06-30 Name: Schloss, ehem. Kastell GstNr.: 1436/2                                                  |
| ja   | Datei hochladen | Feuerwehrhaus HERIS-ID: 47331 Objekt-ID: 50260                                        | Hauptstraße 50 Standort KG: Unterrabnitz         | | BDA-Hist.: Q38026422 Status: § 2a Stand der BDA-Liste: 2025-06-30 Name: Feuerwehrhaus GstNr.: 229                                                                  |
| ja   | Datei hochladen | Kath. Pfarrkirche hll. Petrus u. Paulus und Friedhof HERIS-ID: 47332 Objekt-ID: 50261 | Johann-Fischer-Gasse 1 Standort KG: Unterrabnitz | Der einfache Bau mit Westturm, halbrunden Chor und massiven Strebepfeilern stammt aus der zweiten Hälfte des 18. Jahrhunderts. | BDA-Hist.: Q18412248 Status: § 2a Stand der BDA-Liste: 2025-06-30 Name: Kath. Pfarrkirche hll. Petrus u. Paulus und Friedhof GstNr.: 60/2 Pfarrkirche Unterrabnitz |
| ja   | Datei hochladen | Gnadenstuhl HERIS-ID: 71132 Objekt-ID: 84284                                          | neben Hauptstraße 52 Standort KG: Unterrabnitz   | Der Gnadenstuhl auf einer Weinlaubsäule steht vor dem Kastell und stammt aus der 2. Hälfte des 17. Jahrhunderts. | BDA-Hist.: Q38126708 Status: § 2a Stand der BDA-Liste: 2025-06-30 Name: Gnadenstuhl GstNr.: 230/1                                                                  |